# Monte Constitution
Il monte Constitution è una montagna situata ad Orcas Island, è il punto più elevato delle San Juan Islands. 

## Descrizione
Una torre di osservazione in pietra edificata a somiglianza delle torri medievali è situata sulla cima della montagna ed è stata edificata nel 1936 dal Civilian Conservation Corps. La torre offre una vista panoramica delle isole circostanti, della Catena delle Cascate e di molte città americane a canadesi. Nei giorni senza nuvole è possibile vedere il monte Baker, monte Rainier, l'isola di Saturna e le città di Vancouver e Victoria nella Columbia Britannica. Il monte Constitution si estende su 20,20 km² del Moran State Park.
Il nome venne assegnato da Charles Wilkes durante la United States Exploring Expedition tra il 1838-1842 sulla USS Constitution.